# Municipio de Pleasant Valley (Nebraska)
El municipio de Pleasant Valley (en inglés: Pleasant Valley Township) es un municipio ubicado en el condado de Dodge en el estado estadounidense de Nebraska. En el año 2010 tenía una población de 166 habitantes y una densidad poblacional de 1,78 personas por km².

## Geografía
El municipio de Pleasant Valley se encuentra ubicado en las coordenadas 41°36′25″N 96°51′18″O / 41.60694, -96.85500. Según la Oficina del Censo de los Estados Unidos, el municipio tiene una superficie total de 93.33 km², de la cual 93,17 km² corresponden a tierra firme y (0,17 %) 0,16 km² es agua.

## Demografía
Según el censo de 2010, había 166 personas residiendo en el municipio de Pleasant Valley. La densidad de población era de 1,78 hab./km². De los 166 habitantes, el municipio de Pleasant Valley estaba compuesto por el 99,4 % blancos, el 0,6 % eran asiáticos. Del total de la población el 0 % eran hispanos o latinos de cualquier raza.